# Łukasz Załuska
Łukasz Załuska, né le 16 juin 1982 à Wysokie Mazowieckie, est un footballeur international polonais. Il évolue au poste de gardien de but au Miedź Legnica.

## Carrière

### En club

#### Formé en Pologne
Łukasz Załuska a commencé sa carrière en 1998 avec le Ruch Wysokie Mazowieckie. Quelques mois plus tard, il rejoint le MSP Szamotuły, puis le Sparta Oborniki et enfin le Zryw Zielona Góra.
En 2001, il est transféré au OKS 1945 Olsztyn, mais quitte le club un an plus tard pour rejoindre la grande équipe polonaise du Legia Varsovie. Barré par les cadres du club, il part en 2004 pour le Jagiellonia Białystok, où il est titulaire, puis pour le Korona Kielce, où il atteint en 2007 la finale de la Coupe de Pologne, perdue aux dépens du Dyskobolia.

#### Vers une carrière écossaise à Dundee
Załuska quitte en mai 2007 la Pologne pour l'Écosse, et signe à Dundee United. Il y dispute les matches de pré-saison, avant de se casser une jambe avant le début du championnat, ce qui oblige Dundee à lui trouver un remplaçant à court terme : son compatriote Grzegorz Szamotulski. Il reprend l'entraînement fin octobre 2007, mais se casse à nouveau la jambe quelques jours plus tard.
Le gardien polonais débute finalement la compétition le 26 janvier 2008, peu de temps avant le départ de Szamotulski pour Preston. 
En février 2008, après avoir battu Aberdeen en demi-finale de la Coupe de la Ligue écossaise, Załuska est sanctionné par la Fédération pour avoir insulté les supporters adverses, qui durant 90 minutes avaient jeté toutes sortes d'objets sur son équipe et lui-même. Il sera simplement averti par la SFA, et condamné à verser une amende symbolique de 500£.

#### Sur les traces d'Artur Boruc
Le 23 décembre 2008, Załuska signe un pré-contrat avec le Celtic Glasgow, alors leader du championnat, et qu'il rejoindra en fin de saison. Il avait refusé auparavant une offre de prolongation de contrat formulée par Dundee.

### En sélection
Łukasz Załuska a été appelé en août 2008 par le sélectionneur Leo Beenhakker pour rejoindre les rangs polonais, remplaçant Artur Boruc, suspendu, puis quelques mois plus tard, en novembre. Le 6 juin 2009, il obtient sa première cape avec la Pologne, contre l'Afrique du Sud. Dans cette rencontre amicale, Załuska encaisse le seul but du match.

### Palmarès
- Champion d'Écosse : 2012, 2013, 2014 et 2015
- Finaliste de la Coupe de Pologne : 2007
- Finaliste de la Coupe de la Ligue d'Écosse : 2008